# Der Berg
Der Berg es una película de drama suiza de 1990 dirigida por Markus Imhoof. La película está basada en la tragedia real del doble asesinato de la pareja de meteorólogos Heinrich y Magdalena Haas el 21 de febrero de 1922 en el Säntis.

## Argumento
En 1922, en el momento de la acción, un meteorólogo tiene que pasar todo el invierno solo con provisiones en una alta montaña. Durante el largo invierno, está aislado del resto del mundo y el contacto con el mundo exterior solo es posible a través de la línea del telégrafo. Después de un trágico accidente que involucró al anterior meteorólogo Jetzler, quien se volvió loco, la solitaria estación meteorológica ahora será ocupada por una pareja casada. Joseph Manser está desempleado y se casa brevemente con Lena embarazada para conseguir el trabajo. Gregor Kreuzpointner, ex kuk Un oficial con experiencia bélica en los Dolomitas se siente traicionado por Manser. Se atreve con el primer ascenso invernal de la montaña para demostrarle al mundo que el puesto es realmente suyo. Llega a la cumbre, donde inevitablemente se produce una lucha a vida o muerte entre el hombre y la mujer.

## Reconocimientos
Der Berg participó en la competencia Berlinale de 1991 y fue nominado para el Oso de oro. En el Festival de Cine de Trento pudo ganar el 1er premio.